# Максимова, Мария Ивановна
Мария Ивановна Максимова (17 апреля 1885 — 23 марта 1973) — советский учёный-археолог, доктор исторических наук, профессор.
Область научных интересов — история античного искусства и античного Причерноморья, история и культура эллинизма, археология. Автор многих трудов.

## Биография
Родилась 17 апреля 1885 года в Петербурге.
Окончив в 1909 году историко-филологический факультет Высших женских (Бестужевских) курсов была командирована за границу для дальнейшего совершенствования и подготовки к научным занятиям. Перед Первой мировой войной училась у крупных специалистов в университетах Бонна (Боннский университет) и Берлина (Берлинский университет), совершила ряд путешествий в Грецию, Италию, Францию, Англию, где знакомилась с археологическими памятниками и изучала коллекции музейных собраний Европы.
Вернулась в Россию после начала войны и продолжила научную работу. С 1914 года — научный сотрудник Эрмитажа. С этого момента и до конца жизни научная работа Марии Максимовой была связана с изучением разнообразных памятников, хранящихся в Государственном Эрмитаже. В 1917 году сдала магистерские экзамены и в 1918 году защитила диссертацию на степень магистра по истории и теории искусства на тему «Античные фигурные вазы». C 1919 года входила в Союз работников искусства, была членом Русского археологического общества. С этого же года работала преподавателем (приват-доцент), затем стала профессором Ленинградского государственного университета (ЛГУ). Также читала курсы лекций в Археологическом институте и Институте истории искусств. В 1945—1947 годах — заведующая кафедрой истории древнего мира в Институте имени И. Е. Репина Академии художеств СССР.
Начиная с 1925 года с некоторыми перерывами научная деятельность М. И. Максимовой была связана с Институтом археологии Академии наук СССР (ГАИМК—ИИМК), старшим научным сотрудником которого она была до выхода на пенсию в 1967 году. Была членом его Ученого совета. В 1928 году по командировке Наркомпроса ездила с научными докладами в Париж и Берлин. В 1939—1941 годах являлась научным сотрудником Академии наук Грузинской ССР и Государственного музея Грузии, участвовала в изучении и публикации находок из раскопок Мцхеты и Армази.
В зиму 1941—1942 годов Мария Ивановна находилась в осажденном Ленинграде, где после смерти академика С. А. Жебелёва возглавила сектор Древнего Причерноморья ИИМК, которым руководила в течение ряда лет. В 1945 году за большие научные заслуги М. И. Максимовой была присуждена ученая степень доктора исторических наук без защиты диссертации.
Умерла 23 марта 1973 года в Ленинграде.